# Kolonia Dzięcioły Dalsze
 (mars 2020).
Si vous disposez d'ouvrages ou d'articles de référence ou si vous connaissez des sites web de qualité traitant du thème abordé ici, merci de compléter l'article en donnant les références utiles à sa vérifiabilité et en les liant à la section « Notes et références ».
Kolonia Dzięcioły Dalsze [kɔˈlɔɲa d͡ʑɛnˈt͡ɕɔwɨ ˈdalʂɛ] est un village polonais de la gmina de Sterdyń dans le powiat de Sokołów et dans la voïvodie de Mazovie, au centre-est de la Pologne.